# Stadiumi Brian Filipi
Stadiumi Brian Filipi – wielofunkcyjny stadion znajdujący się w mieście Lezha w Albanii. Na tym stadionie swoje mecze rozgrywa drużyna piłkarska Besëlidhja Lezha. Stadion może pomieścić 5000 widzów. Dawniej nazywał się Beselidhja Stadiumi.